# Jamais sans ma fille (livre)
Jamais sans ma fille (Not Without My Daughter) est un roman autobiographique, publié en 1987, coécrit par Betty Mahmoody et William Hoffer. Il a été adapté en film avec le même nom en 1991.

## Synopsis
Betty est une femme américaine mariée à Sayyed Bozorg Mahmoody (en), un médecin d'origine iranienne. Celui-ci a étudié, vécu et travaillé aux États-Unis et a entrepris une démarche de citoyenneté. Le couple vit en Amérique avec leur fille de 4 ans, Mahtob.
À la suite de la visite d'un cousin, Mahmoody souhaite partir en vacances pour deux semaines en Iran afin de présenter Betty et Mahtob à sa famille. Malgré les réticences de Betty, son mari lui jure que tout ira bien et que ce ne sont que des vacances.
Dès leur arrivée à Téhéran, le mode de vie choque Betty : la guerre, l'insalubrité, les difficultés pour accéder aux soins, le port du voile obligatoire (d), les nombreux contrôles de police (d), etc. Quant à lui, Mahmoody est heureux de retrouver sa famille et est conquis par la révolution iranienne, qui a changé le gouvernement à l'avantage des hommes. Il décide que tout le monde restera vivre définitivement à Téhéran. Sous prétexte que les autorités aéroportuaires ont besoin des passeports avant le départ du pays, Betty remet le sien et celui de sa fille peu avant le départ.
Le piège se referme alors sur Betty qui, mariée, est bien obligée de se plier aux ordres de son mari selon la politique du pays. Refusant d'être soumise, et comprenant qu'elle ne récupérera pas les passeports, Betty tente de trouver une solution légale auprès de la section américaine de l'ambassade suisse. On lui conseille de se faire expulser seule du pays puisqu'elle a la citoyenneté américaine, alors que sa fille devra rester en Iran. Betty refuse : elle ne partira « Jamais sans sa fille ! »
Elle tente de trouver discrètement de l'aide en parlant de sa situation, ce qui met son mari très en colère, il la bat, la séquestre sans eau ni nourriture, la menace de mort, la sépare de sa fille et l'empêche de téléphoner à quiconque (même sa famille). Le conflit avec l'Irak (raid aérien, bombardements) rend ses conditions de détention encore plus dures.
Comprenant que personne n'interviendra en sa faveur, elle joue la femme soumise pour apaiser les doutes de son mari qui ne la lâche pas d'une semelle, relayé par les femmes de la maison. Son mari intercepte et cache toute lettre de la famille de Betty, qui s’inquiète de ne pas la voir revenir d'Iran.
Petit à petit, le plus discrètement possible, Betty élabore son plan d'évasion avec quelques rares personnes compréhensives, on lui parle d'un moyen possible : les passeurs, des hommes payés pour faire passer à la frontière des familles. Ce n'est cependant pas une solution sans dangers : si elles se font attraper par la police, elles risquent la prison. De plus, certains passeurs violent, tuent ou abandonnent en chemin les femmes fuyantes. Betty est cependant prête à prendre le risque pour emprunter sa seule porte de sortie pour retrouver la liberté avec sa fille.
Captive depuis maintenant deux ans, Betty, désespérée, profite de l'inattention de son mari parti travailler en urgence (travaillant dans les hôpitaux de Téhéran) pour embarquer sa fille et fuir afin d'atteindre la Turquie, après avoir traversé avec l'aide de passeurs à cheval et à pied les montagnes du Kurdistan. Sans papiers, avec peu d'argent et ne parlant que peu la langue, elles finissent par atteindre l'ambassade américaine à Ankara (en).

## Accueil

### Controverse
Le livre fut jugé par des Iraniens en exil et une partie des musulmans comme raciste, généralisant et insultant. Il brosse un portrait très dur des conditions de vie à Téhéran, entre manque d'hygiène, rigueur de la morale prônée par le régime de l'ayatollah Khomeini et crainte de l'arbitraire de la police.
Parmi les ouvrages qui critiquent le livre de Betty Mahmoody, on trouve Jamais sans un voile de préjugé (en allemand : Nicht ohne Schleier des Vorurteils), écrit en 1991 par Nasrin Bassiri (de), une féministe iranienne en exil. Ce livre étant considéré comme conspirationniste ne fut diffusé qu'en Allemagne[réf. souhaitée].
Après le succès retentissant du récit de sa femme, le mari et père Iranien Bozorg Mahmoody donne sa version dans un documentaire appelé Sans ma fille. Le récit mêle l'histoire familiale à l'histoire politique. Pour Bozorg Mahmoody, qui à l'époque du documentaire n'avait pas revu son enfant depuis seize ans, sa fille et lui ont avant tout été victimes d'une machine de propagande et de considérations d'ordre politique dans le contexte de tensions entre Iran et États-Unis qui a empoisonné les relations entre les deux pays à partir des années 1980. Ce que les deux parties se sont communément accordées à relater est que Bozorg Mahmoody, ostéopathe de formation, avait rencontré Betty à l'Université Columbia alors qu'il y suivait une année de spécialisation et qu'il pratiquait déjà la médecine depuis une dizaine d'années. Pour le reste, il conteste le récit de la vie de famille à Téhéran. Bozorg Mahmoody était sous le coup d'une interdiction de présence, sur le sol des États-Unis, depuis cette histoire. Il est mort en 2009 sans être jamais parvenu à revoir sa fille.
En France, la sortie du livre de Betty Mahmoody bénéficie d'une promotion record : le livre fait même l'objet de  promotion à la radio (surtout à Europe 1), en particulier en 1986 et 1987.

### Articles  connexes
- Relations entre les États-Unis et l'Iran